# Psychiatrická nemocnice v Kroměříži
Psychiatrická nemocnice v Kroměříži (do 30. června 2013 Psychiatrická léčebna v Kroměříži) je zdravotnické zařízení poskytující komplexní péči pacientům s duševními poruchami. Specializuje se na diagnostiku a léčbu duševních onemocnění u dospělých, dětí a seniorů a rovněž na odbornou léčbu závislostí. Jeho zřizovatelem je Ministerstvo zdravotnictví České republiky.
Areál léčebny byl vybudován v letech 1905–1909 a tvoří jej soubor staveb ve stylu klasicismu a vídeňské geometrické secese s vlivy britské a wagnerovské moderny. Nejvýraznějšími architektonickými prvky jsou správní budova, kostel sv. Cyrila a Metoděje a budova márnice. Areál byl zařazen na seznam kulturních památek ČR a je památkově chráněn od roku 1958.

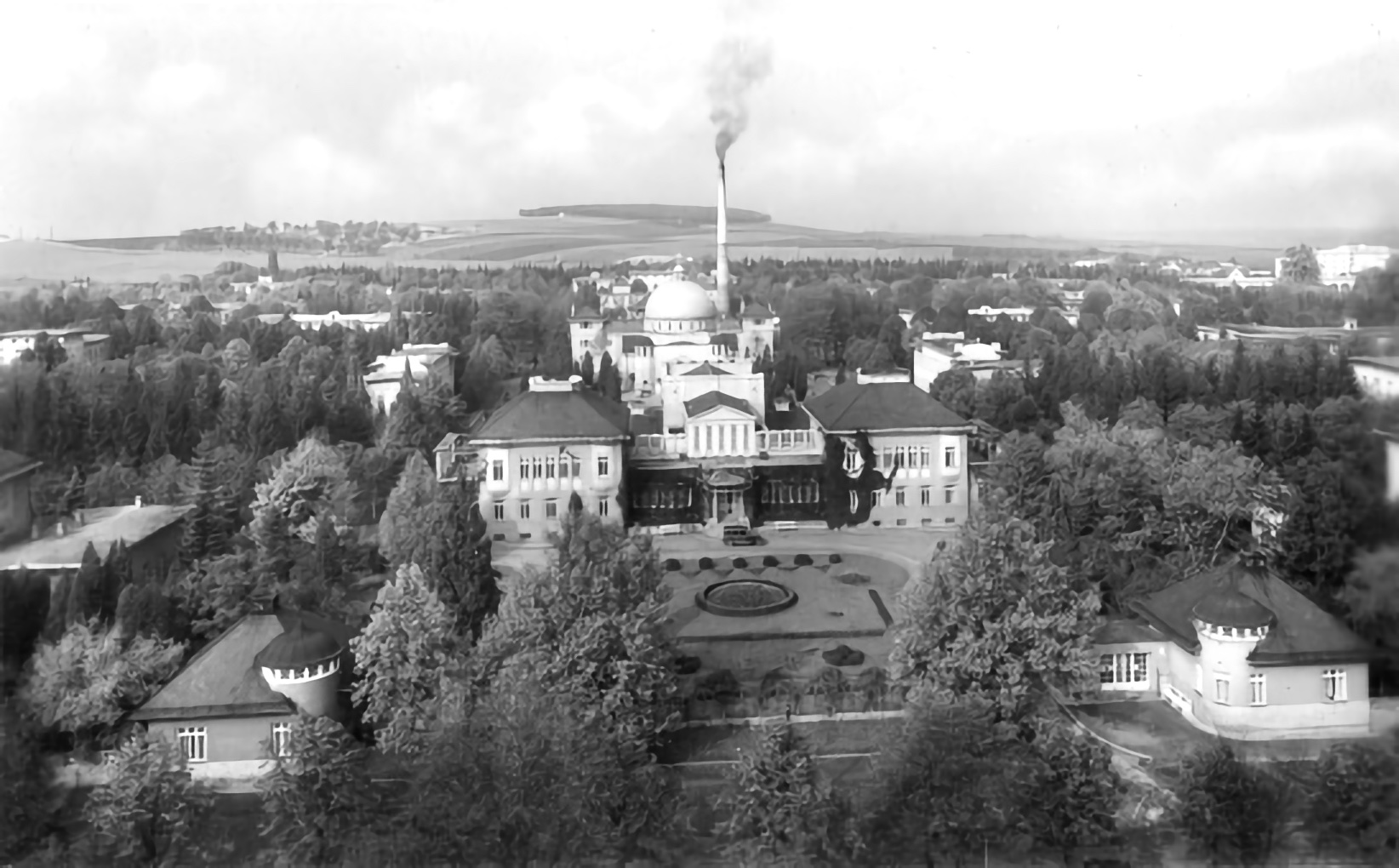
Hlavní budova Psychiatrické nemocnice v Kroměříži, fotografie z roku 1910

## Působnost
V kraji se jedná o jediné lůžkové zdravotnické psychiatrické zařízení. Spádová oblast nemocnice zahrnuje nejen celý Zlínský kraj, a také přilehlé okresy Vyškov, Hodonín a Břeclav patřící do Jihomoravského kraje a okres Prostějov patřící do kraje Olomouckého.

## Členění
Nemocnice je pavilonového typu s 20 pavilony členěnými na 12 primariátů s celkem 33 odděleními:
- 19 psychiatrických
- 6 gerontopsychiatrických
- 3 toxirehabilitační
- 2 interní
- 1 pedopsychiatrické
- 1 psychoterapeutické
- a 1 nelůžkové oddělení klinické psychologie

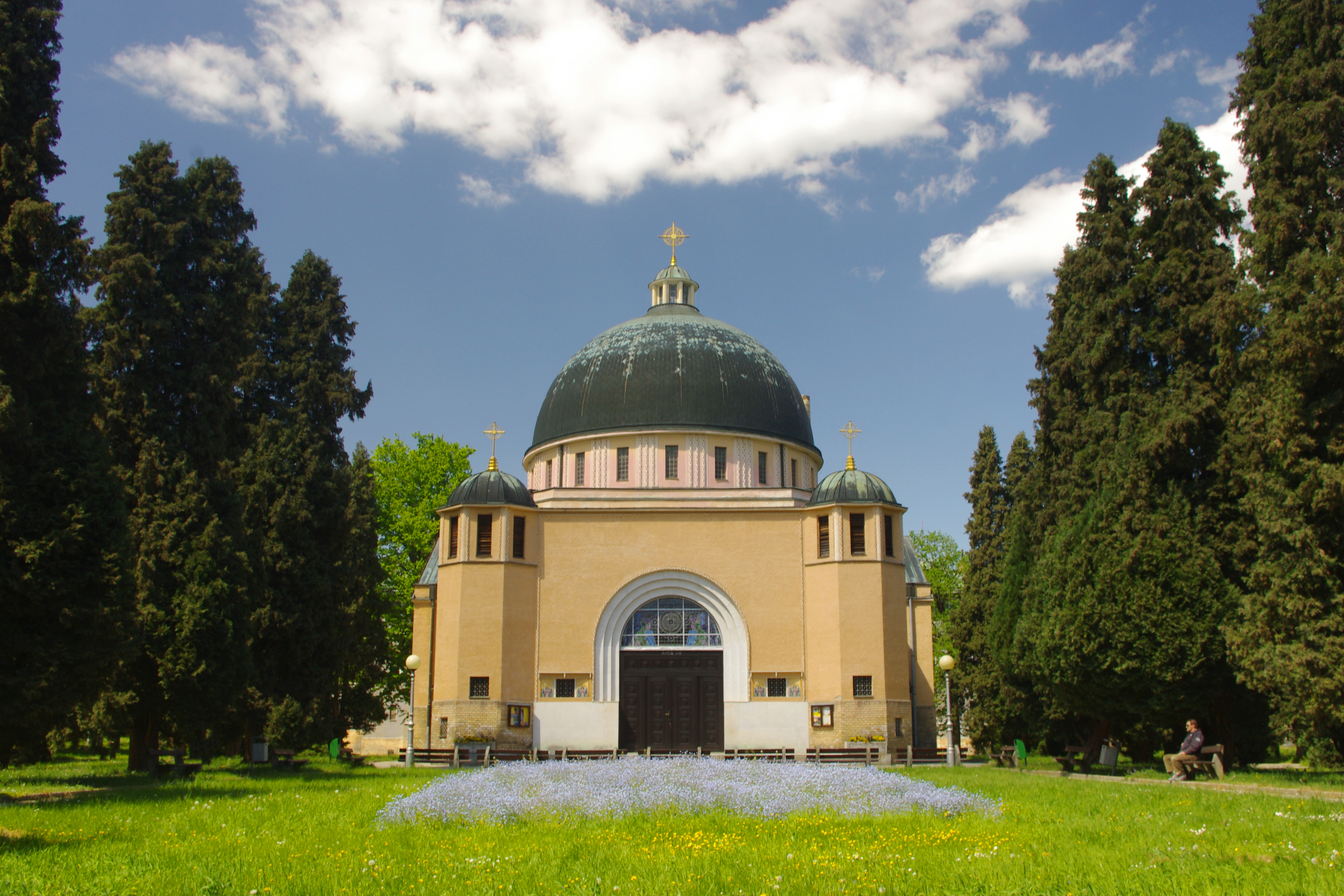
Kostel sv. Cyrila a Metoděje (2015)

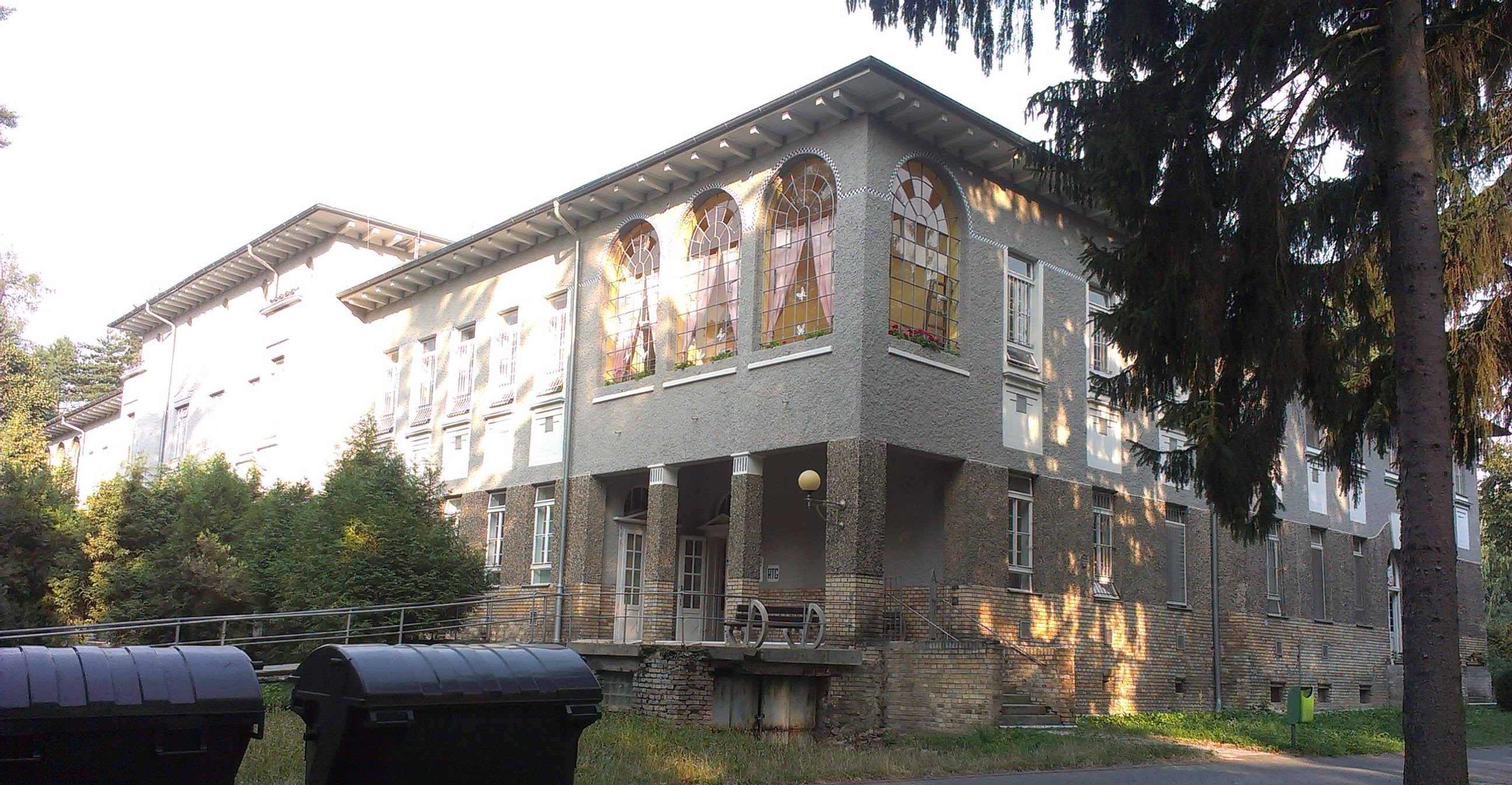
Pavilon 21 – dětské oddělení

## Historie

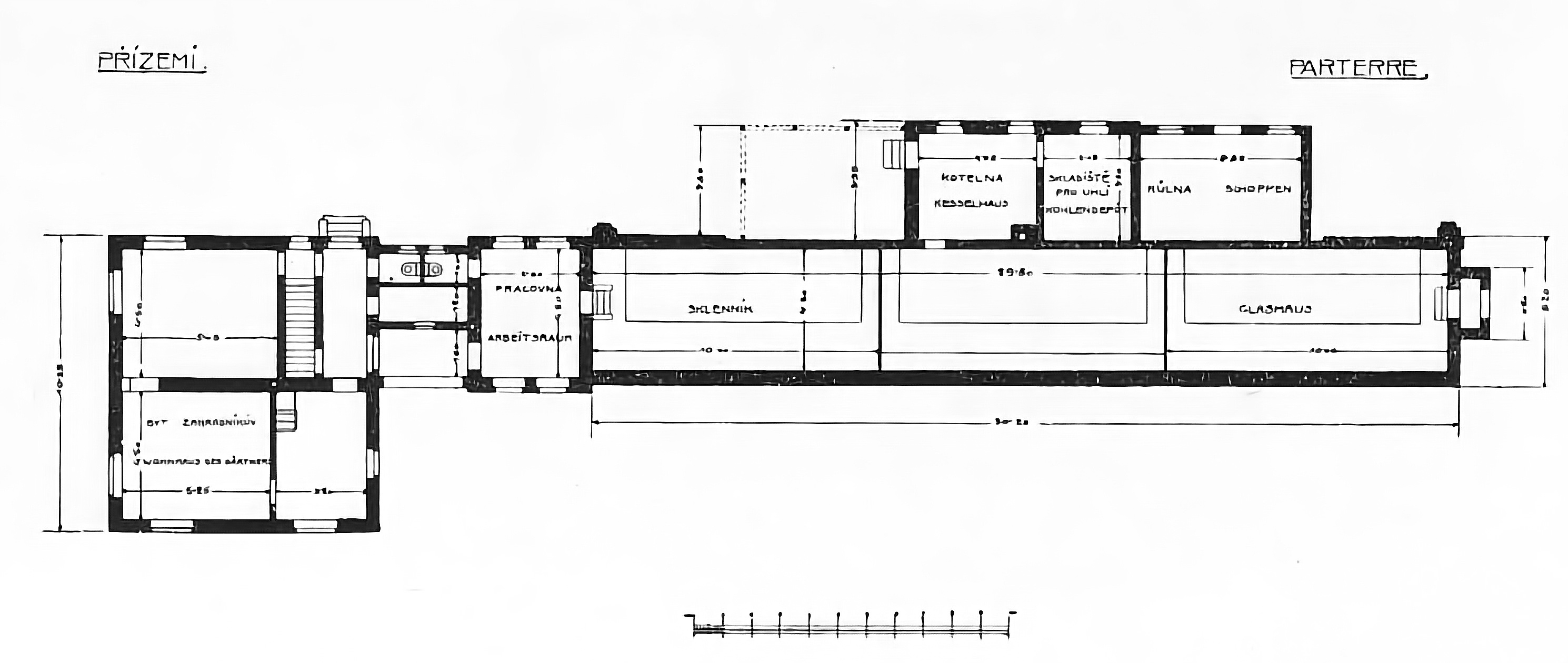
Půdorys pavilonu „Skleník“

Nemocnice patří k nejmladším psychiatrickým léčebnám zřízeným na území českých zemí v rámci Rakousko-Uherska. Byla postavena v působivém dobovém secesním stylu podle projektu významného moravského architekta Huberta Gessnera. Ten vycházel ze zkušeností svého učitele Otto Wagnera, který ve stejné době projektoval ústav pro duševně choré ve vídeňském Steinhofu. Kroměřížská léčebna byla slavnostně otevřena v neděli 11. července 1909 jako Zemský léčebný ústav císaře Františka Josefa I. v Kroměříži, přičemž nemocnice byla otevřena již na podzim 1908, přičemž první nemocní byli v pavilonu pro neklidné pacienty přijati dokonce už v létě 1906 (v roce 1909 byl dokončen kostel). Ve vestibulu administrativní budovy byla na památku zakladatelům umístěná mramorová deska. Prvním ředitelem se stal MUDr. Vincenc Návrat. V od počátku existence až do roku 1920 zde vykonával pastoraci katolický kněz a později biskup pravoslavné církve v Československu Matěj Pavlík. Na počátku první světové války v roce 1914 hned po vyhlášení všeobecné mobilizace většina mužského personálu odešla k vojenským útvarům a na jejich místa nastoupily ženy. Současně se zahájilo propouštění nemocných a uvolněné pavilony byly 9. září 1914 změněny ve filiálku kroměřížské zeměbranecké nemocnice, určenou především pro nemocné s tyfem a dyzentérií. Koncem roku 1915 byla vojenská část ústavu přeměněna v psychiatrickou nemocnici. V období První republiky se ústav potýkal s přeplněností pacienty, což byl typický jev psychiatrických ústavů v celé tehdejší Moravskoslezské zemi. V roce 1937 bylo v ústavu hospitalizováno celkem neuvěřitelných 1800 pacientů.
Po Mnichovské dohodě v roce 1938, kdy do Kroměříže přišli čeští lékaři a ošetřovatelé z obsazených léčebných ústavů v Opavě a Šternberku, byl v kroměřížské léčebně paradoxně nadbytek zaměstnanců všech kategorií. Po německé okupaci kroměřížský ústav dostal nový název – Zemská léčebna pro duševně a nervově choré. Správní ředitel Waldemar Söhnel propagoval přístup k psychiatrickým pacientům i zaměstnancům v duchu tehdejší nacistické ideologie založené na segregaci.
Ústav byl osvobozen 94. rumunským pěším plukem 4. května 1945. Po zrušení zemského zřízení komunisty v roce 1949 přešla léčebna od Země moravskoslezské pod správu nově zřízeného Krajského národního výboru v Gottwaldově (dnešní Zlín). V červenci roku 1952 vznikl pod vedením MUDr. L. Stránského nový rehabilitační primariát, zaměřený na léčbu prací a v prosinci byl do kroměřížské léčebny přijat první psycholog PhDr. Boleslav Bárta. V roce 1953 bylo za vedení Boleslava Bárty zřízeno v léčebně moderní spánkové oddělení s podmíněně reflexním a hypnotickým navozováním spánku. Po územněsprávní reformě v Československu v roce 1960, kdy byl zrušen Gottwaldovský kraj, byl léčebný ústav začleněn do OÚNZ Kroměříž. Ještě v roce 1963 léčebna obsahovala 1 960 lůžek, od té doby dochází k postupnému snižování. V roce 1971 vzniklo specializované oddělení 18B pro léčbu neuróz. Pod odborným psychologickým vedením PhDr. Stanislava Kratochvíla byl zde uplatňován autonomní syntetický a diferencovaný přístup k nemocným a různé druhy skupinové psychoterapie. Navíc díky jeho činorodosti byly zahájeny každoroční týdenní kurzy hypnózy a autogenního tréninku a to jak úvodní, tak i pokračovací. V léčebně se rovněž každé dva roky na jaře koná Česká konference kognitivně behaviorální terapie určená pro odbornou veřejnost z České i Slovenské republiky.
Od roku 1991 je léčebna samostatnou organizací pod názvem Psychiatrická léčebna v Kroměříži. Od roku 2002 je zřizovatelem Ministerstvo zdravotnictví ČR. V roce 2008 disponovala léčebna 1 100 lůžky, tedy o 860 lůžek méně než v roce 1963.
Od 1. července 2013 došlo ke změně názvu z léčebny na nemocnici, nový název zařízení se stal Psychiatrická nemocnice v Kroměříži.
Ředitelem nemocnice byl od roku 2009 psychiatr a psychoterapeut MUDr. Petr Možný. Ministr zdravotnictví Adam Vojtěch jmenoval na základě výsledku výběrového řízení a doporučení výběrové komise ředitele Psychiatrické nemocnice v Kroměříži Mgr. Pavla Poláka. V květnu 2023 podalo 17 lékařů a 3 psychologové nemocnice výpověď. Nesouhlasili s dosavadním ředitelem nemocnice Pavlem Polákem, který krátce poté na funkci rezignoval. Personál nemocnice poté vzal své výpovědi zpět. Ministr zdravotnictví Vlastimil Válek s účinností od 1. července 2023 pověřil řízením ředitele Fakultní nemocnice Olomouc prof. MUDr. Romana Havlíka Ph.D. Od 1. července 2025 vede nemocnici MUDr. Adéla Stoklasová.

## Popis
Areál psychiatrické nemocnice se rozkládá na ploše téměř 30 ha v těsné blízkosti Květné zahrady. Sestává z hlavní správní budovy, dvou obytných budov pro lékaře a ředitele ústavu, 21 léčebných pavilonů, márnice, vrátnic a dalších drobnějších provozních objektů. V pomyslném středu je situován kostel sv. Cyrila a Metoděje. Zahradní úprava se skupinami stromů mezi objekty přechází v zadní části ústavu do lesoparku. Hlavní osu areálu ve tvaru obráceného písmene T tvoří správní a společenská budova se dvěma obytnými budovami po stranách, kostel a  hospodářsko-technické objekty ústavu. Po obou stranách této osy jsou rozmístěny léčebné pavilony. Na pravé straně se v zadní části nachází budova márnice a infekční pavilon. Pavilony  pro nemocné mají různé dispoziční řešení a  ploché střechy, ostatní budovy střechy valbové. 
Hlavní objekty 
- Správní a společenská budovaPavilon 32 – márnice s pitevnou a výkropovou kaplí

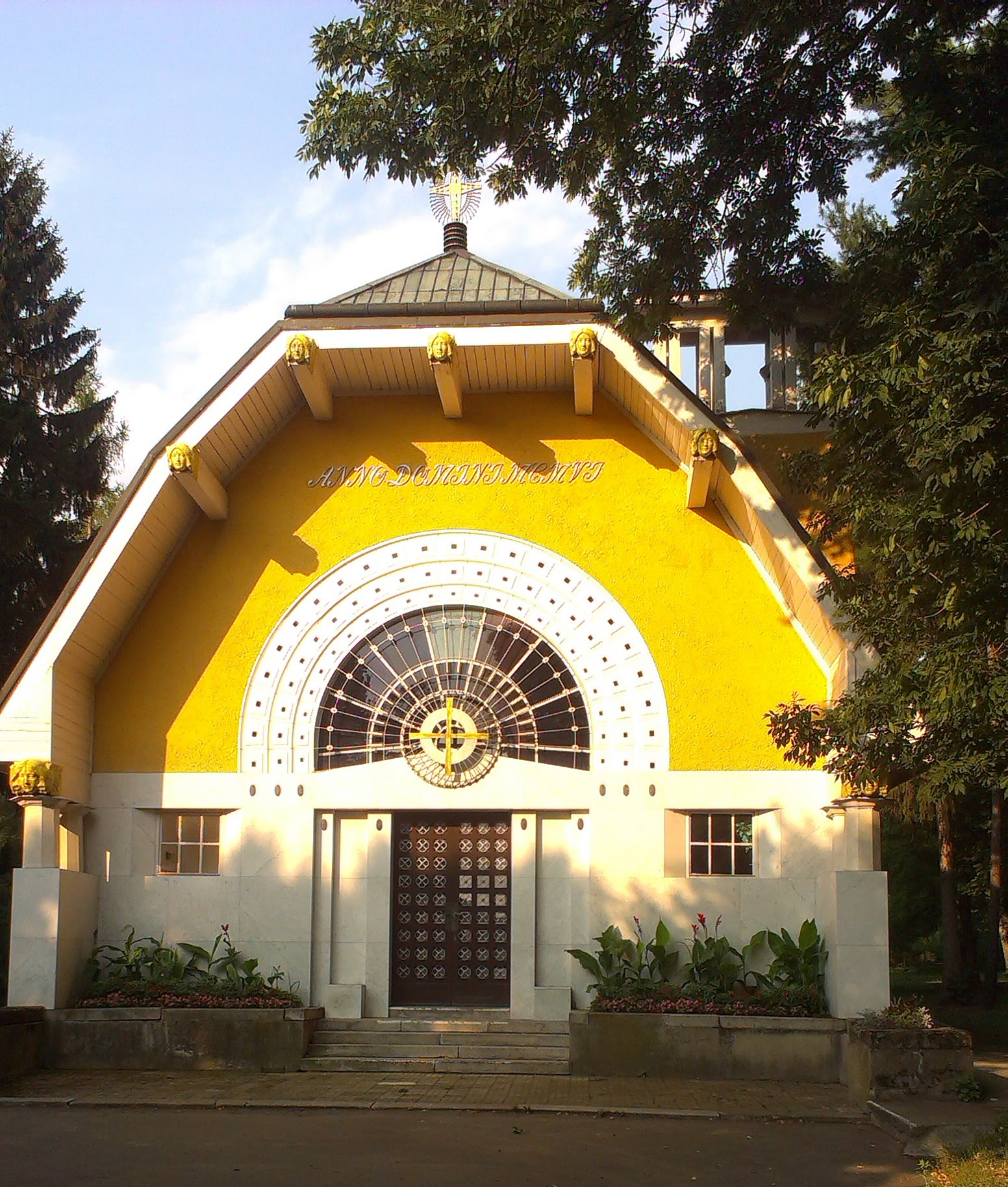
Pavilon 32 – márnice s pitevnou a výkropovou kaplí

Monumentální průčelí budovy tvoří hlavní nástupní prostor do areálu ústavu. Střední část tvoří portikus s pilastry, ke kterému vede půlkruhové  schodiště a podlouhlá přízemní  předsíň  prosvětlovaná po obou stranách sedmi vysokými okny. Po stranách jsou symetricky umístěny dvoupatrové správní  budovy s valbovými střechami. Přes vestibul s šatnou se vstupuje do velkého společenského sálu  (výška 10 m) s galerií, jevištěm a postranními jídelnami. Strop hlavního sálu je plochý, zdobený štukovými motivy. Jídelny jsou příčně zaklenuté se síťovými žebry.
- Obytné budovy

Jsou situovány v přední části areálu za  vstupní bránou. Dvoupatrové stavby s přízemními křídly upoutají velkými okny do zimních zahrad. Byly v nich byty pro primáře, lékaře a úředníky ústavu. 
- Pavilony pro lepší stavy

Dva pavilony jsou umístěny zrcadlově po obou stranách v první řadě vedle obytných budov. Jednopatrové stavby  mají širokou zimní zahradu s terasou a schodištěm do zahrady. Vysokou mansardovou střechu po čtyřech stranách ohraničují nástavby s motivem pylonů.
- Kostel svatého Cyrila a Metoděje
- Márnice

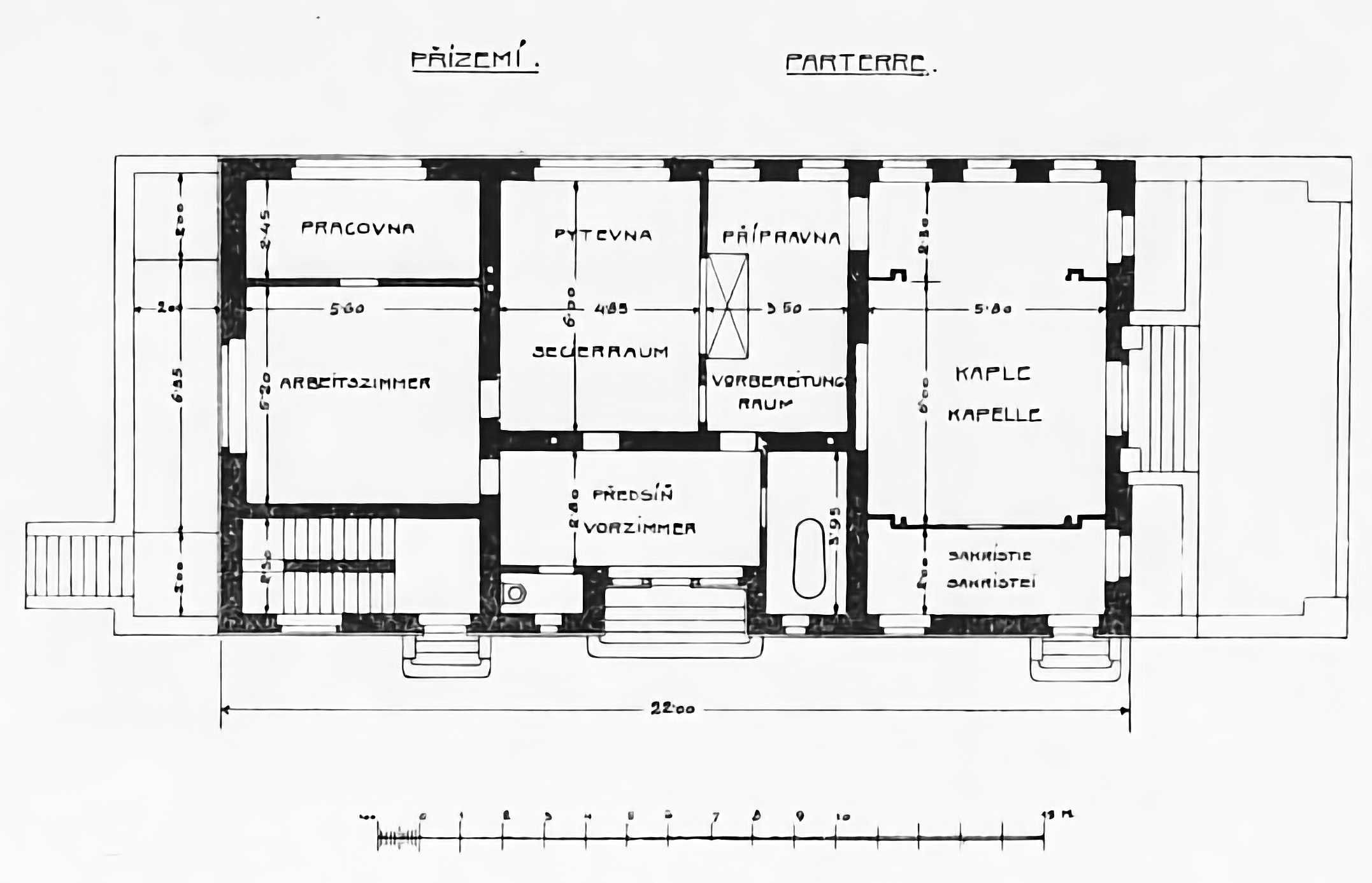
Půdorys márnice s kaplí

Nachází se na pravé straně v zadní části areálu. Objekt  obdélného půdorysu je v přední části přízemní, vzadu dvoupatrový se zvonicí.  Nad průčelí přesahuje dřevěná střešní konstrukce zdobená ženskými hlavami. Dolní část průčelí je obložena bílými mramorovými deskami. Hlavní dekorativní prvek tvoří velké půlkruhové termální okno nad vchodem. Je členěné kovovými pruty a lemované širokou ozdobnou šambránou bílé barvy. V márnici byla umístěna kaple se sakristií, pitevna a dvě pracovny.